# Heinrich Brüning
Heinrich Brüning  (Münster, 26 novembre 1885 – Norwich, 30 marzo 1970) è stato un politico tedesco, Cancelliere della Repubblica di Weimar dal 30 marzo 1930 al 30 maggio 1932 e ministro degli esteri dal 9 ottobre 1931 al 30 maggio 1932.

## Biografia
Nato a Münster nella Vestfalia, Heinrich perse il padre quando aveva un anno di età e fu educato dal fratello maggiore, Hermann Joseph.
Sebbene fosse stato allevato come un fervente cattolico, tuttavia, rimase influenzato anche dal profondo senso del dovere, tipico del Luteranesimo, in quanto la regione di Münster, a maggioranza cattolica, presentava non ininfluenti minoranze protestanti.
Dopo aver conseguito il diploma al Gymnasium Paulinum, in un primo momento si volse verso l'indirizzo legale, per poi studiare filosofia, storia, tedesco e Scienze Politiche presso Strasburgo, la London School of Economics e l'Università di Bonn.
Sempre a Bonn, nel 1915, ricevette un dottorato per la sua tesi sulle implicazioni finanziarie, economiche e giuridiche nella nazionalizzazione del sistema ferroviario britannico. Di questo periodo occorre segnalare il suo rapporto profondo con lo storico Friedrich Meinecke, uno dei suoi professori a Strasburgo, che avrebbe avuto una grande influenza sull'allievo.
Nel 1915, nonostante la miopia e la debolezza fisica, fu arruolato nell'esercito e servì nella prima guerra mondiale; divenne tenente nel XXX reggimento di fanteria, "Werder Graf", e comandante di compagnia per la fine della guerra. Fu anche menzionato per il coraggio mostrato e premiato con la Croce di Ferro di prima e seconda classe.
A seguito dell'Armistizio di Compiègne, fu eletto in un consiglio di soldati, ma non approvò la Rivoluzione tedesca del 1918, che portò alla caduta della monarchia e alla costituzione della repubblica federale di Weimar.

## Ascesa politica
Riluttante a parlare della sua vita privata, si presume che la sua esperienza di guerra e i postumi della guerra lo abbiano convinto a non proseguire la sua carriera accademica, preferendo aiutare i reduci a reintegrarsi nella vita civile assistendoli nella ricerca di un lavoro o nella formazione.
Dopo una collaborazione con il riformatore sociale Carl Sonnenschein, lavorò per sei mesi nel "Segretariato sociale per il lavoro degli studenti" ed infine entrò nel dipartimento del welfare prussiano, divenendo uno stretto collaboratore del ministro Adam Stegerwald. Questi, leader dei sindacati cattolici, nel 1920 lo nominò amministratore delegato, incarico che mantenne per un decennio.
Come direttore del giornale sindacale Der Deutsche, sostenne uno "stato sociale popolare" e una forma di "democrazia cristiana", basata sulle idee del corporativismo cattolico. Fu, inoltre, attivamente coinvolto nell'organizzazione della resistenza passiva durante l'Occupazione della Ruhr.
Dopo aver aderito al Partito di Centro Tedesco (Zentrum), il partito cattolico, nelle elezioni del 1924 ottenne un seggio nel Reichstag, in rappresentanza di Breslavia. In parlamento, si fece rapidamente un nome come esperto finanziario e riuscì a far approvare la cosiddetta "lex Brüning", che limitava la quota delle imposte sul reddito dei lavoratori a non più di 1,2 miliardi di Reichsmark.
Dal 1928 al 1930 fu anche membro del parlamento prussiano. Nel 1929 divenne presidente del gruppo parlamentare dello Zentrum nel Reichstag. In questa veste, subordinò l'accordo del partito per l'approvazione del Piano Young al fatto che esso venisse pagato per mezzo di aumenti fiscali e tagli di bilancio, mossa che gli valse l'attenzione del Reichspräsident Hindenburg.
Tale politica fu certamente influenzata anche dalla rigida educazione di Brüning, persona assai sobria, da sempre incline a un approccio parsimonioso al denaro, critico sia degli indiscriminati aumenti degli stipendi pubblici sia del lussuoso stile di vita dei profittatori.

## Reichskanzler

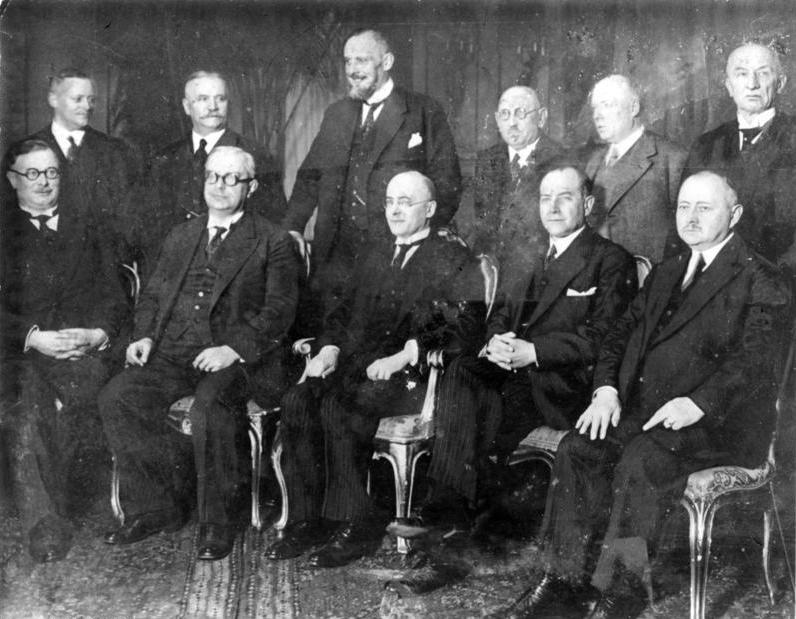
Il governo, seduti da sinistra verso destra: Joseph Wirth (Zentrum) ministro degli Interni, Hermann Dietrich (DDP) ministro dell'Economia, Heinrich Brüning, Cancelliere, Julius Curtius (DVP) ministro degli Esteri, Georg Schätzel (BVP) ministro delle Poste.
In piedi da sinistra: Gottfried Reinhold Treviranus ministro per i Territori Occupati (KVP), Martin Schiele (DNVP) ministro dell'Agricoltura, Johann Viktor Bredt (Partito economico) ministro della Giustizia, Adam Stegerwald (Zentrum) ministro del lavoro, Paul Moldenhauer (DVP) ministro delle Finanze, Theodor von Guérard (Zentrum) ministro dei Trasporti. Wilhelm Groener ministro della Difesa.

Nel 1930, quando la grande coalizione, sotto la guida del socialdemocratico Hermann Müller, crollò, il 29 marzo dello stesso anno il presidente Paul von Hindenburg nominò Brüning Cancelliere, confidando nelle sue capacità per affrontare la sempre più grave crisi economica.
( Richard J. Evans, La Nascita del Terzo Reich, Milano, Mondadori editore, 2005,  p. 283.)

### Politica interna ed economica
Nei suoi messaggi ai membri della federazione tedesca del lavoro Brüning scrisse che il suo scopo principale sarebbe stato quello di ridurre o ammortare il peso del debito e delle riparazioni attraverso una politica deflattiva basata su aumento del tasso di sconto, forti riduzioni delle spese dello Stato, aumento dei dazi doganali, riduzione dei salari e dei sussidi di disoccupazione.
Il 16 luglio tale politica fu in gran parte rigettata dal Reichstag, che censurò anche il ricorso ai poteri emergenziali. Allora il Presidente Hindenburg, intenzionato a ridurre l'influenza del parlamento, con il consenso di Brüning sciolse le camere ed indisse nuove elezioni.
Queste elezioni segnarono un forte successo delle ali estreme dello schieramento politico, il Partito Comunista di Germania e il Partito Nazionalsocialista dei Lavoratori Tedeschi, riducendo non poco il peso della coalizione dei partiti dell'arco costituzionale di Weimar su cui il cancelliere basava la propria politica.
Per tali motivi, con l'appoggio del presidente, Brüning invocò ed ottenne i poteri straordinari garantiti dall'art 48. della Costituzione di Weimar governando de facto con i poteri sanciti dall'emergenza presidenziale ("Notverordnung").
Brüning stesso coniò il termine "democrazia autoritaria" per descrivere questa forma di governo basata sulla collaborazione del presidente e del parlamento.
Sebbene Hindenburg volesse un governo con forti connotati di destra, il Partito Popolare Nazionale Tedesco non volle mai entrare nella maggioranza di governo, che quindi poté rimanere in carica grazie all'appoggio del Zentrum e dei suoi alleati minori e grazie all'astensione del Partito Socialdemocratico.
Nonostante la debole maggioranza parlamentare, o forse proprio per questo, Brüning, decise di attuare le proprie politiche mediante un decreto presidenziale.
L'aumento della disoccupazione e delle imposte ed i tagli al welfare ridussero il tenore di vita dei ceti più poveri e dei disoccupati, presso i quali divenne estremamente impopolare e che rinominarono i suoi atti "Brüning verordnet Not!" (I decreti disagio di Brüning).

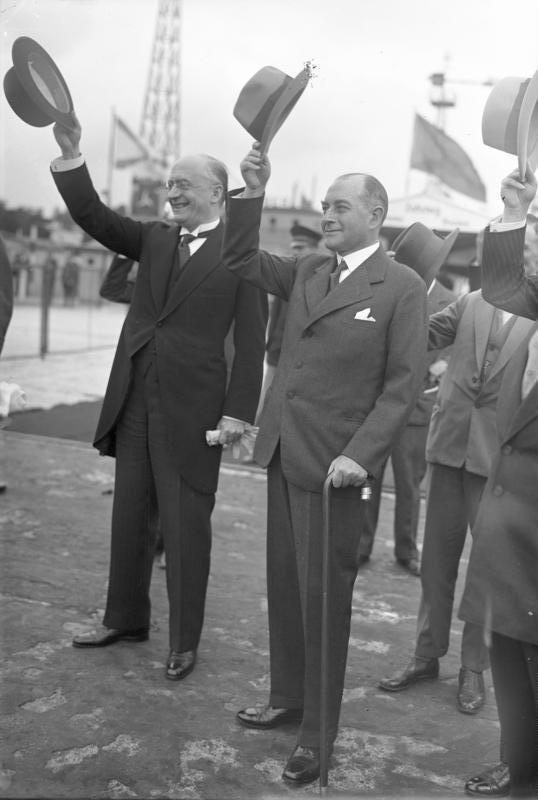
Giugno 1931: da sinistra, Brüning e il ministro degli esteri Julius Curtius mentre salutano il Primo ministro britannico Ramsay MacDonald all'aeroporto di Tempelhof

Sebbene gli effetti della politica economica minassero l'appoggio dei socialdemocratici al governo, questi, tuttavia, non lo abbandonarono, onde evitare che il presidente Hindenburg, spinto dalla sua Camarilla e soprattutto dal generale Kurt von Schleicher, imponesse un governo di destra.
Tale eventualità sembrò realizzarsi con le dimissioni dei ministri Joseph Wirth e Theodor von Guérard e con le pressioni del Partito di Centro. A seguito di ciò, il governo cominciò dei negoziati con Hitler, leader del Partito Nazionalsocialista Tedesco dei Lavoratori, allo scopo di imbrigliare le azioni delle Camicie brune in cambio di maggiori aperture politiche.
Le richieste eccessive di Hitler fecero fallire il tentativo ed il cancelliere ed il suo ministro degli interni, generale Wilhelm Groener, nell'aprile del 1932, sciolsero d'autorità e vietarono ogni futura attività della milizia paramilitare comunista, la Rotfrontkämpferbund, e delle SA naziste.
La reazione sfavorevole a circoli di destra minò ulteriormente il sostegno di Hindenburg di Brüning.

### I progetti di restaurazione della monarchia
Negli ultimi mesi, Brüning fu tormentato soprattutto dalla crescente marea nazista e dal problema della successione all'ormai anziano e poco in salute presidente Hindenburg.
Nelle sue memorie, pubblicate postume, Brüning descrisse diffusamente il suo tentativo ultimo e disperato per impedire a Hitler di prendere il potere, ovvero il ripristino della monarchia degli Hohenzollern.
Tale piano si basava sull'annullamento delle elezioni presidenziali del 1932 al fine di prorogare il mandato di Hindenburg, durante il quale il parlamento, a maggioranza dei due terzi, avrebbe proclamato la monarchia, con Hindenburg stesso come reggente.
Infine, alla morte di Hindenburg, l'ex principe ereditario Guglielmo di Prussia, figlio maggiore del deposto kaiser Guglielmo II, avrebbe assunto il trono.
Tale progetto raccolse il sostegno di tutti i partiti della maggioranza, socialdemocratici compresi, grazie anche alla precisazione secondo cui il modello della nuova monarchia sarebbe stato quello britannico, mentre fu osteggiato dai comunisti, dai nazionalisti radicali e dai nazisti.
Hindenburg non si oppose alla restaurazione della monarchia, ma pretese che alla sua morte sarebbe stato l'ex kaiser Guglielmo e non il di lui figlio ad assumere il trono. Quando Brüning cercò di spiegare al presidente che né i socialdemocratici né la comunità internazionale avrebbero accettato il ritorno dell'imperatore deposto, Hindenburg lo buttò fuori dal suo ufficio.
Falliva così anche il tentativo di ripristinare la monarchia.

### Politica estera
La politica estera di Brüning ebbe due obiettivi: riduzione degli oneri delle riparazioni di guerra, anche per evitare che i sacrifici imposti alla popolazione fossero perduti, e il raggiungimento della parità con le altre potenze nella questione del riarmo.
A tale scopo, nel 1930 Brüning rispose a un'iniziativa di Aristide Briand per formare gli Stati Uniti d'Europa e l'anno seguente tentò di promuovere l'unione doganale tra Germania e Austria, non riuscendoci per l'opposizione francese.
In merito alle Riparazioni di guerra Brüning raccolse notevoli successi quando, nel 1931, il presidente Herbert Hoover rinviò il pagamento della rata dovuta, e con i suoi negoziati riuscì ad ottenere per il suo successore come cancelliere, Franz von Papen, una riduzione dell'importo totale, poi resa definitiva con la Conferenza di Losanna, da 112 miliardi a 20 miliardi di marchi-oro.
In merito si osservi la seguente tabella:
| Evento                            | Importo in miliardi di Marchi d'oro | Importo equivalente in dollari USA | Importo in miliardi di dollari USA, anno 2013 |
| Commissione Interalleata del 1921 | 269                                 | 64.0                               | 824                                           |
| Piano Young del 1929              | 112                                 | 26.6                               | 356                                           |
| Conferenza di Losanna del 1932    | 20                                  | 4.8                                | 85                                            |

Infine, i negoziati per il riarmo nella Conferenza di Ginevra fallirono, anche se nel dicembre dello stesso anno, dopo la caduta del governo, la Germania ottenne la parità rispetto alle altre potenze.

### La rielezione di Hindenburg e la caduta di Brüning
Per quanto non fosse disposto a un altro mandato, Hindenburg cambiò idea, ottenendo un vasto appoggio da parte dello stesso Brüning, del Zentrum e dei socialdemocratici, che lo definivano una "venerata personalità storica" e "il custode della costituzione".
Dopo due turni di votazione, Hindenburg vinse largamente sul suo avversario principale Adolf Hitler, per quanto egli stesso, tuttavia, considerò vergognoso essere stato rieletto con i voti dei cattolici e dei rossi, e la sua salute, sempre più precaria, lo metteva in completa balia della sua cerchia.
La situazione peggiorò allorché il governo propose al parlamento un progetto di ridistribuzione delle proprietà terriere dei Junker prussiani ai lavoratori disoccupati. La nobiltà prussiana interessata dalla legge, guidata da Elard von Oldenburg-Januschau, si oppose e fece valere le proprie ragioni allo stesso presidente, anch'egli membro della nobiltà.
Hindenburg, di conseguenza, su impulso dei nazionalisti del generale Kurt von Schleicher, si rifiutò di firmare nuovi decreti di emergenza e sollevò Brüning dai suoi incarichi; il cancelliere diede le dimissioni ufficiali il 30 maggio 1932.

### Dopo le dimissioni
Dopo le sue dimissioni Brüning fu invitato da Ludwig Kaas di assumere la leadership del Zentrum, ma l'ex cancelliere declinò, esortando Kaas a restare nel suo ruolo.
Brüning si oppose alla politica del suo successore e compagno di partito, Franz von Papen, di ristabilire contatti con i nazisti, negoziando con Gregor Strasser.
La sua opposizione ai nazisti rimase ferma anche quando Adolf Hitler divenne cancelliere il 30 gennaio del 1933 e indisse nuove elezioni per il marzo 1933.
A seguito dell'incendio del Reichstag, Brüning definì la legge delega che conferiva a Hitler i pieni poteri, nota anche come Decreto dei pieni poteri, come la "risoluzione più mostruosa mai domandata ad un parlamento", ma ciononostante votò a favore, forzato dalla disciplina di partito e con l'assicurazione che lo Zentrum non sarebbe stato sciolto.
Alle dimissioni definitive di Kaas, il 6 maggio Brüning fu eletto presidente del Zentrum, ma ricoprì l'incarico per poco meno di un mese: il 5 giugno, infatti, le pressioni naziste indussero la leadership del partito a decidere lo scioglimento.

## Gli ultimi anni e le memorie
Nel 1934, a seguito di una soffiata che lo avvisava del suo probabile arresto, Brüning fuggì nei Paesi Bassi, donde partì per il Regno Unito; nel 1935 si trasferì negli Stati Uniti. Nel 1939 divenne professore di scienze politiche ad Harvard, dove tentò di mettere in guardia l'opinione pubblica americana dai piani di espansione di Hitler e dal rischio sovietico.
Nel 1951 si stabilì a Colonia, nella Germania Ovest, dove ottenne una cattedra presso l'Università di Colonia fino al suo ritiro due anni dopo.
Insoddisfatto della politica di Konrad Adenauer, tornò negli Stati Uniti, dedicandosi alla revisione delle sue memorie, che comprendono gli anni dal 1918 al 1934.
Tale opera, pubblicata postuma, fu e rimane estremamente controversa, anche poiché alcune parti, prive di documenti storici a supporto, sono generalmente considerate come un'auto-giustificazione della sua politica.
Morì il 30 marzo 1970 a Norwich (Vermont); fu sepolto nella sua città natale di Münster.

## Ministeri Brüning

### Ministero Brüning I: marzo 1930 - ottobre 1931
- Heinrich Brüning (Z) - Cancelliere
- Hermann Dietrich (DDP) - Vice-cancelliere e Ministro dell'Economia
- Julius Curtius (DVP) - Ministro degli Esteri
- Joseph Wirth (Z) - Ministro degli Interni
- Paul Moldenhauer (DVP) - Ministro delle Finanze
- Adam Stegerwald (Z) - Ministro del Lavoro
- Johann Viktor Bredt (Partito Economico) - Ministro della Giustizia
- Wilhelm Groener (Indipendente) - Ministro della Difesa
- Georg Schätzel (BVP) - Ministro delle Poste
- Theodor von Guérard (Z) - Ministro dei Trasporti
- Martin Schiele (DNVP) - Ministro dell'Agricoltura
- Gottfried Reinhold Treviranus (KVP) - Ministro delle Aree Occupate

Cambiamenti
- 3 maggio 1930 — Bredt si dimette da ministro della giustizia; subentra Curt Joël.
- 26 giugno 1930 — Dietrich succede a Moldenhauer come ministro delle Finanze. Ernst Trendelenburg subentra a Dietrich quale ministro dell'Economia, facente funzioni.
- 1º ottobre 1930 — Con l'evavcuazione della Renania, Treviranus diviene Ministro senza Portafoglio.

### Ministero Brüning II: ottobre 1931 - maggio 1932
- Heinrich Brüning (Z) — Cancelliere e Ministro degli Affari Esteri
- Hermann Dietrich (DSP) — Vice-cancelliere, Ministro delle Finanze
- Wilhelm Groener (indipendente) — Ministro degli Interni e della Difesa
- Hermann Warmbold (indipendente) — Ministro dell'Economia
- Adam Stegerwald (Z) — Ministro del Lavoro
- Curt Joël (indipendente) — Ministro della Giustizia
- Georg Schätzel (BVP) — Ministro delle Poste
- Gottfried Reinhold Treviranus (KVP) — Ministro dei Trasporti
- Martin Schiele (CNBL) — Ministro dell'Agricoltura

Cambiamenti
- 6 maggio 1932 — Warmbold si dimette da ministro dell'Economia ed è sostituito da Ernst Trendelenburg, facente funzioni.